# Libyjské moře
Libyjské moře (arabsky البحر الليب‎, řecky Λιβυκό Πέλαγος) je moře v jižní části Středozemního moře ležící mezi jižním pobřežím Kythiry, Kréty a Karpathu a severním pobřežím Libye. Toto pojmenování se používalo už ve starověku a používají ho i moderní cestovatelé. Největším ostrovem je Gavdos u jižního pobřeží Kréty.